# آستین کسترل
آستین کسترل (به انگلیسی: Austin Kestrel) یک هواپیمای ساختِ کارخانهٔ آستین موتور در کشور بریتانیا است. این هواپیما برای نخستین بار در ۱۹۲۰ میلادی مورد استفاده قرار گرفت.